# Рубинићи (Хан Пијесак)
Рубинићи је насељено мјесто у општини Хан Пијесак, Република Српска, БиХ. Према попису становништва из 2013. у насељу је живјело 27 становника.

## Становништво
| Демографија | Демографија | Демографија |
| Година      | Становника  | Становника  |
| ----------- | ----------- | ----------- |
| 1948.       | 122         |             |
| 1953.       | 130         |             |
| 1961.       | 178         |             |
| 1971.       | 205         |             |
| 1981.       | 190         |             |
| 1991.       | 145         |             |
| 2013.       | 27          |             |